# (21328) Otashi
(21328) Otashi (1997 AM13) – planetoida z pasa głównego asteroid okrążająca Słońce w ciągu 3,63 lat w średniej odległości 2,36 j.a. Odkryta 11 stycznia 1997 roku.